# Kiev 35A
Le Kiev 35A est un appareil photo semi-automatique 35 mm produit par la société Arsenal à Kiev, en Ukraine. Sa création remonte à l'époque où le pays faisait partie de l'Union soviétique.
C'est une copie très proche de l'appareil allemand Minox 35GT. Il est souvent considéré à tort comme faisant partie du mouvement de la Lomographie, alors que la qualité de son optique permet au contraire la réalisation de très bon clichés. L'objectif Korsar à cinq lentilles du Kiev 35A est différent de celui du Minox, qui n'en comporte que quatre.

## Caractéristiques
- Optique : 35 mm f/2,8, 5 lentilles
- Mise au point : 1 m à l'infini
- Ouverture : de f/2,8 à f/16
- Vitesse d'exposition : de 1/500 s à 4 s
- Mode d'exposition : automatique avec priorité à l'ouverture
- Film : film 35mm
- Sensibilité ISO : 50, 100, 200, 400, et 800
- Piles : 4 Maxell LR-43
- Dimensions : 101,5 × 64 × 32,5 mm
- Poids : 200 g